# كلود في. بارسونز
كلود في. بارسونز هو محرر وسياسي أمريكي، ولد في 7 أكتوبر 1895 في مقاطعة بوب في الولايات المتحدة، وتوفي في 23 مايو 1941 في واشنطن العاصمة في الولايات المتحدة. نشط حزبياً في الحزب الديمقراطي. وقد انتخب عضو مجلس النواب الأمريكي.